# Guglielmo Ferrero
Guglielmo Ferrero (ur. 21 lipca 1871 w Portici, zm. 3 sierpnia 1942 na Mont Pèlerin) – włoski pisarz i historyk, interesujący się psychologią i socjologią.

## Życiorys
Krytyk faszyzmu i liberał, sygnatariusz Manifestu antyfaszystowskich intelektualistów (wł. Manifesto degli intellettuali antifascisti). W latach 1925–1929 osadzony w areszcie domowym. Został uwolniony po interwencji przedstawicieli Ligi Narodów i króla Belgów, Alberta I. W roku 1930 uzyskał stanowisko profesora historii na Uniwersytecie Genewskim, gdzie pracował aż do śmierci. Zmarł na atak serca.
W latach 90. XIX w. ożenił się z Giną Lombroso córką Cesarego Lombroso, z którym współpracował nad książką „La donna delinquente” (1893). Najbardziej znanym dziełem Ferrero była pięciotomowa „Grandezza e decadenza di Roma” (1902–1907). W Polsce dwa pierwsze tomy „Wielkości i upadku Rzymu” w przekładzie Leopolda Staffa, wydane w roku 1935 przez Wydawnictwo Polskie R. Wegnera zostały bardzo wysoko ocenione przez autora:

Nareszcie otrzymałem egzemplarz polskiego wydania „Juliusza Cezara” [...]. Nie mogąc ocenić wartości przekładu, podziwiam wspaniałość wydania. Pod względem druku, papieru i ilustracji jest to najświetniejsze wydanie moich dzieł. Sprawiło mi wiele zadowolenia i składam Panom moje gratulacje.